# 須藤昂矢
須藤 昂矢（すどう こうや、1997年〈平成9年〉5月15日 - ）は、日本のプロバスケットボール選手。神奈川県横浜市出身。ポジションはシューティングガード。B.LEAGUE・横浜ビー・コルセアーズ所属。

## 来歴
神奈川県横浜市出身。父親がミニバスのコーチで、姉もバスケットボール選手だった影響で小学1年生からミニバスを始めた。進学した港南中学校の監督がジュニアオールスター神奈川県選抜のヘッドコーチを兼ねていた縁もあり、ジュニアオールスターチームの選抜され、高校バスケの名門である桐光学園高等学校に進学した。
桐光学園では3年次にチームのキャプテンを務め、U-18 関東ブロックエンデバーにも選出された。高校時代の最高成績は、インターハイベスト16である。高校時代のポジションは、スモールフォワード、パワーフォワード。
大学は桐光学園時代の先輩の齋藤拓実、小林拓の進学先であった事もあり、明治大学に進学した。4年次は22試合に出場して、平均32.0分出場、16.7得点、0.9アシスト、1.1スティールを記録した。大学時代の最高成績は、インカレベスト16。
2019-20シーズンには特別指定選手として、西宮ストークスで活動。2試合に出場して平均7.5分出場、2.0得点、1.0リバウンドを記録した。
2020年5月25日に、出身地である神奈川県横浜市の横浜ビー・コルセアーズに入団した。
2020-21シーズンは、シーズン序盤は長い出場時間を得られなかったが、中盤以降はシックスマンとして、また主力選手の欠場時におけるスターティングメンバーなどシーズンを通して出場時間を大きく延ばした。46試合に出場(7先発)、一試合平均 11.6分出場、3.5得点、0.6アシスト、0.3スティールを記録した。
2021-22シーズンは、開幕時はベンチスタートだったが、6試合目でスターターに抜擢された以後はシーズンを通してレギュラーメンバーとして活躍した。57試合に出場（49先発）、1試合平均 18.7分出場、5.6得点、1.1アシスト、0.5スティールを記録した。

## 人物

### バスケットボールプレイヤーとしての特徴
- 西宮ストークスでは高い身体能力に加え、得点パターンを演出できるマルチな能力を兼ね備えると評されている[7]。
- 自分の特徴について「フィジカルの強さが持ち味なので、そこを生かしたドライブやファウルを誘うプレー、アウトサイドシュートが得意」と述べている[8]。

## 個人成績
| シーズン   | チーム | GP | GS | MPG  | FG%  | 3P%  | FT%  | RPG | APG | SPG | BPG | TO  | PPG |
| ---------- | ------ | -- | -- | ---- | ---- | ---- | ---- | --- | --- | --- | --- | --- | --- |
| B2 2019-20 | 西宮   | 2  | 0  | 11.6 | .400 | .000 | -    | 1.0 | 0.0 | 1.0 | 0.0 | 0.0 | 2.0 |
| B1 2020-21 | 横浜   | 46 | 7  | 11.6 | .359 | .350 | .750 | 0.7 | 0.6 | 0.3 | 0.1 | 0.3 | 3.5 |
| B1 2021-22 | 横浜   | 57 | 49 | 18.7 | .415 | .352 | .873 | 1.1 | 1.1 | 0.5 | 0.0 | 0.8 | 5.6 |

## ギャラリー

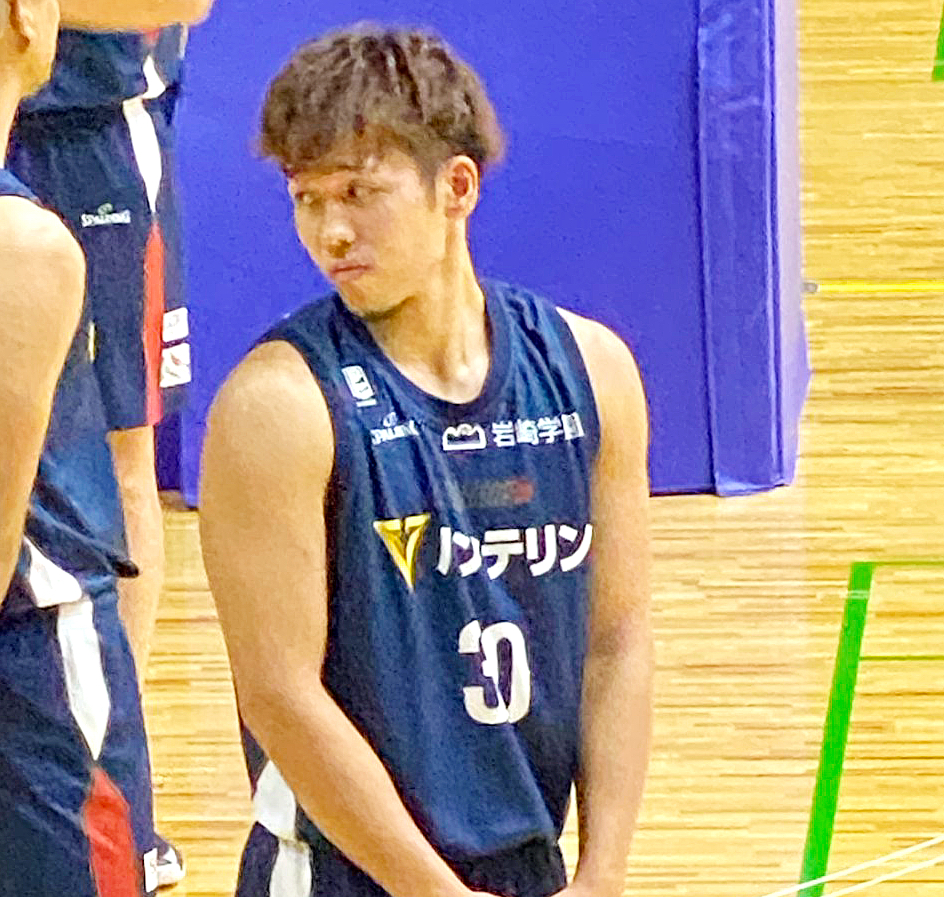
2020-09-25